# Aphrophora phlava
Aphrophora phlava är en insektsart som beskrevs av Capanni 1894. Aphrophora phlava ingår i släktet Aphrophora och familjen spottstritar. Inga underarter finns listade i Catalogue of Life.